# Paquita Salas
Paquita Salas és una webserie espanyola, la primera com a guionistes i directors de Javier Calvo i Javier Ambrossi. Es tracta d'una sèrie còmica que es va estrenar a través de la plataforma Flooxer (Atresmedia). A causa de la bona acceptació que va tenir a la preestrena, la sèrie també es va emetre al canal Neox (Atresmedia). Des d'octubre de 2017, Netflix posseeix els drets de la sèrie, desapareixent de Flooxer i passant a ser sèrie exclusiva de la plataforma. A més, Netflix va confirmar una segona temporada per al 2018. El 28 de juny de 2019 Netflix va estrenar la tercera temporada, en la introducció de la qual sona un tema cantat per Isabel Pantoja. Aquesta temporada té 6 episodis d'una durada cadascun d'uns 30 minuts.

## Sinopsi
Paquita Salas era la millor representant d'actors dels anys 1990, i encara que ara tot ha canviat, ella no. Quan la seua actriu més coneguda l'abandona inesperadament, el món de Paquita trontolla. Al costat de Magüi, la seua inseparable assistent, i Álex, un repartidor que acabarà convertit en part de la família, Paquita es llança desesperada al descobriment d'un nou talent. Una cerca que li farà trobar el seu lloc en la professió i al món.
Encara que la sèrie és fictícia, sí que es mesclen referències de personatges reals de la història pop espanyola. Aquesta sèrie mostra els estralls de la fama, la seua fugacitat i les joguines trencades de la televisió espanyola.

## Repartiment principal
- Brays Efe - Paquita Salas
- Belén Cuesta - Magüi Moreno
- Yolanda Ramos - Noemí Arguelles
- Lidia San José - Lidia San José
- Álex de Lucas - Álex de Lucas
- Mariona Terés - Mariona Terés
- Belinda Washington - Belinda Washington
- Anna Castillo - Belén de Lucas

## Premis
| Premis                   | Categoria                                    |            |
| Premis Cosmopolitan 2016 | Millor sèrie                                 | Guanyadora |
| Premis Feroz             | Millor actriu de repartiment (Belén Cuesta)  | Guanyadora |
| Premis Feroz             | Millor actor protagonista (Brays Efe)        | Guanyador  |
| Premis Feroz             | Millor sèrie de comèdia                      | Guanyadora |
| Premis Feroz             | Millor actriu de repartiment (Yolanda Ramos) | Guanyadora |